# Jens Lurås Oftebro
Jens Lurås Oftebro (ur. 21 lipca 2000) – norweski kombinator norweski, dwukrotny medalista olimpijski, ośmiokrotny medalista mistrzostw świata, czterokrotny medalista mistrzostw świata juniorów.

## Kariera
Po raz pierwszy na arenie międzynarodowej pojawił się 9 lutego 2016 roku w Trondheim, gdzie w zawodach dzieci zajął trzecie miejsce. W 2017 roku wystąpił na mistrzostwach świata juniorów w Park City, zajmując między innymi szóste miejsce w sztafecie i siedemnaste w zawodach metodą Gundersena na 5 km. Na rozgrywanych rok później mistrzostwach świata juniorów w Kandersteg razem z kolegami z reprezentacji zdobył brązowy medal w sztafecie. Ponadto podczas mistrzostw świata juniorów w Lahti był drugi w sztafecie i trzeci w Gundersenie na 5 km.
W zawodach Pucharu Świata zadebiutował 10 marca 2018 roku w Oslo, gdzie zajął 27. miejsce w Gundersenie. Tym samym już w swoim debiucie zdobył pierwsze punkty. Na podium zawodów tego cyklu pierwszy raz stanął 29 listopada 2019 roku w Ruce, kończąc rywalizację w Gundersenie na 5 km na trzeciej pozycji. W zawodach tych wyprzedzili go jedynie dwaj rodacy: Jarl Magnus Riiber i Espen Bjørnstad.
Jego brat, Einar Lurås Oftebro, także uprawia kombinację norweską.

## Osiągnięcia

### Igrzyska olimpijskie
| Miejsce | Dzień     | Rok  | Miejscowość | Konkurencja           | Wynik zwycięzcy | Strata  | Zwycięzca      |
| ------- | --------- | ---- | ----------- | --------------------- | --------------- | ------- | -------------- |
| 10.     | 9 lutego  | 2022 | Zhangjiakou | Gundersen HS106/10 km | 25:07,7         | +1:42,5 | Vinzenz Geiger |
| 2.      | 15 lutego | 2022 | Zhangjiakou | Gundersen HS140/10 km | 27:13,3         | +0,4    | Jørgen Graabak |
| 1.      | 17 lutego | 2022 | Zhangjiakou | Sztafeta HS140/4x5 km | 50:45,1         | —       | —              |

### Mistrzostwa świata
| Miejsce | Dzień     | Rok  | Miejscowość | Konkurencja                    | Wynik zwycięzcy | Strata  | Zwycięzca          |
| ------- | --------- | ---- | ----------- | ------------------------------ | --------------- | ------- | ------------------ |
| 3.      | 26 lutego | 2021 | Oberstdorf  | Gundersen HS106/10 km          | 23:01,2         | +0,9    | Jarl Magnus Riiber |
| 1.      | 28 lutego | 2021 | Oberstdorf  | Sztafeta HS106/4x5 km          | 43:57,7         | -       | -                  |
| 7.      | 4 marca   | 2021 | Oberstdorf  | Gundersen HS137/10 km          | 23:11,1         | +2:04,3 | Johannes Lamparter |
| 16.     | 25 lutego | 2023 | Planica     | Gundersen HS102/10 km          | 24:36,3         | +1:03,0 | Jarl Magnus Riiber |
| 1.      | 26 lutego | 2023 | Planica     | Sztafeta mieszana HS102/4x5 km | 37:38,2         | -       | -                  |
| 1.      | 1 marca   | 2023 | Planica     | Sztafeta HS138/4x5 km          | 47:20,4         | -       | -                  |
| 2.      | 4 marca   | 2023 | Planica     | Gundersen HS138/10 km          | 23:42,6         | +1:01,4 | Jarl Magnus Riiber |
| 1.      | 28 lutego | 2025 | Trondheim   | Sztafeta mieszana HS102/4x5 km | 36:37,5         | -       | -                  |
| 2.      | 1 marca   | 2025 | Trondheim   | Kompakt HS102/7,5 km           | 17:13,4         | +0,8    | Jarl Magnus Riiber |
| 3.      | 7 marca   | 2025 | Trondheim   | Sztafeta HS138/4x5 km          | 50:37,7         | +1:39,8 | Niemcy             |
| 4.      | 8 marca   | 2025 | Trondheim   | Gundersen HS138/10 km          | 24:57,5         | +1:12,0 | Jarl Magnus Riiber |

### Mistrzostwa świata juniorów
| Miejsce | Dzień       | Rok  | Miejscowość    | Konkurencja           | Wynik zwycięzcy | Strata  | Zwycięzca          |
| ------- | ----------- | ---- | -------------- | --------------------- | --------------- | ------- | ------------------ |
| 25.     | 31 stycznia | 2017 | Park City      | Gundersen HS100/10 km | 25:54,5         | +2:12,6 | Arttu Mäkiaho      |
| 6.      | 2 lutego    | 2017 | Park City      | Sztafeta HS100/4x5 km | 46:17,4         | +1:41,7 | Austria            |
| 17.     | 4 lutego    | 2017 | Park City      | Gundersen HS100/5 km  | 12:14,9         | +1:48,6 | Vinzenz Geiger     |
| 12.     | 30 stycznia | 2018 | Kandersteg     | Gundersen HS106/10 km | 22:58,3         | +1:19,9 | Ondřej Pažout      |
| 3.      | 1 lutego    | 2018 | Kandersteg     | Sztafeta HS106/4x5 km | 56:33,0         | +1:53,2 | Austria            |
| 10.     | 3 lutego    | 2018 | Kandersteg     | Gundersen HS106/5 km  | 11:28,8         | +44,5   | Vid Vrhovnik       |
| 3.      | 23 stycznia | 2019 | Lahti          | Gundersen HS100/5 km  | 13:43,0         | +13,5   | Julian Schmid      |
| 2.      | 25 stycznia | 2019 | Lahti          | Sztafeta HS100/4x5 km | 53:16,4         | +14,3   | Niemcy             |
| 6.      | 27 stycznia | 2019 | Lahti          | Gundersen HS100/10 km | 28:16,8         | +45,3   | Johannes Lamparter |
| 1.      | 4 marca     | 2020 | Oberwiesenthal | Gundersen HS105/10 km | 24:00,1         | –       | –                  |

### Puchar Świata

#### Miejsca w klasyfikacji generalnej
- sezon 2017/2018: 63.
- sezon 2018/2019: 40.
- sezon 2019/2020: 4.
- sezon 2020/2021: 8.
- sezon 2021/2022: 6.
- sezon 2022/2023: 2.
- sezon 2023/2024: 6.
- sezon 2024/2025: 6.

#### Miejsca na podium
| Nr  | Data              | Miejscowość | Konkurencja              | Wynik zwycięzcy | Pozycja | Strata      | Zwycięzca          |
| --- | ----------------- | ----------- | ------------------------ | --------------- | ------- | ----------- | ------------------ |
| 1.  | 29 listopada 2019 | Ruka        | Gundersen HS142/5 km     | 13:30,7 min     | 3.      | +1:17,1 min | Jarl Magnus Riiber |
| 2.  | 30 listopada 2019 | Ruka        | Gundersen HS142/10 km    | 26:12,7 min     | 3.      | +48,9 s     | Jarl Magnus Riiber |
| 3.  | 1 grudnia 2019    | Ruka        | Gundersen HS142/10 km    | 25:36,6 min     | 3.      | +2:08,9 min | Jarl Magnus Riiber |
| 4.  | 26 stycznia 2020  | Oberstdorf  | Gundersen HS140/10 km    | 26:30,7 min     | 2.      | +6,0 s      | Jarl Magnus Riiber |
| 5.  | 23 lutego 2020    | Trondheim   | Gundersen HS138/10 km    | 24:12,8 min     | 2.      | +29,4 s     | Jarl Magnus Riiber |
| 6.  | 27 listopada 2020 | Ruka        | Gundersen HS142/5 km     | 12:24,3 min     | 3.      | +17,4 s     | Jarl Magnus Riiber |
| 7.  | 29 listopada 2020 | Ruka        | Gundersen HS142/10 km    | 25:22,1 min     | 1.      | -           | -                  |
| 8.  | 26 listopada 2021 | Ruka        | Gundersen HS142/5 km     | 12:16,1 min     | 3.      | +22,2 s     | Jarl Magnus Riiber |
| 9.  | 28 listopada 2021 | Ruka        | Gundersen HS142/10 km    | 25:08,3 min     | 3.      | +33,0 s     | Jarl Magnus Riiber |
| 10. | 5 marca 2022      | Oslo        | Gundersen HS134/10 km    | 23:00,2 min     | 3.      | +1:05,4 min | Jarl Magnus Riiber |
| 11. | 6 marca 2022      | Oslo        | Gundersen HS134/10 km    | 24:00,9 min     | 3.      | +31,3 s     | Jarl Magnus Riiber |
| 12. | 25 listopada 2022 | Ruka        | Gundersen HS142/5 km     | 12:02,2 min     | 3.      | +11,0 s     | Julian Schmid      |
| 13. | 26 listopada 2022 | Ruka        | Gundersen HS142/10 km    | 24:26,7 min     | 3.      | +12,4 s     | Jarl Magnus Riiber |
| 14. | 3 grudnia 2022    | Lillehammer | Gundersen HS98/10 km     | 24:04,7 min     | 1.      | -           | -                  |
| 15. | 4 grudnia 2022    | Lillehammer | Gundersen HS140/10 km    | 24:49,2 min     | 2.      | +47,5 s     | Jarl Magnus Riiber |
| 16. | 16 grudnia 2022   | Ramsau      | Gundersen HS98/10 km     | 24:15,4 min     | 2.      | +7,9 s      | Jarl Magnus Riiber |
| 17. | 27 stycznia 2023  | Seefeld     | Gundersen HS109/7,5 km   | 18:33,7 min     | 1.      | -           | -                  |
| 18. | 29 stycznia 2023  | Seefeld     | Gundersen HS109/12,5 km  | 30:26,4 min     | 3.      | +17,4 s     | Johannes Lamparter |
| 19. | 4 lutego 2023     | Oberstdorf  | Gundersen HS137/10 km    | 23:25,0 min     | 2.      | +19,4 s     | Johannes Lamparter |
| 20. | 5 lutego 2023     | Oberstdorf  | Gundersen HS137/10 km    | 22:52,7 min     | 2.      | +0,7 s      | Julian Schmid      |
| 21. | 11 lutego 2023    | Schonach    | Gundersen HS100/10 km    | 23:06,0 min     | 1.      | -           | -                  |
| 22. | 12 lutego 2023    | Schonach    | Gundersen HS100/10 km    | 24:40,0 min     | 2.      | +1,6 s      | Johannes Lamparter |
| 23. | 25 marca 2023     | Lahti       | Gundersen HS130/10 km    | 23:58,0 min     | 3.      | +55,0 s     | Jarl Magnus Riiber |
| 24. | 26 marca 2023     | Lahti       | Gundersen HS130/10 km    | 24:16,8 min     | 2.      | +1,8 s      | Jarl Magnus Riiber |
| 25. | 24 listopada 2023 | Ruka        | Kompakt HS142/7,5 km     | 19:24,6 min     | 1.      | -           | -                  |
| 26. | 2 grudnia 2023    | Lillehammer | Gundersen HS98/10 km     | 25:38,0 min     | 2.      | +35,5 s     | Jarl Magnus Riiber |
| 27. | 3 lutego 2024     | Seefeld     | Gundersen HS109/10 km    | 25:19,2 min     | 3.      | +23,4 s     | Jarl Magnus Riiber |
| 28. | 20 grudnia 2024   | Ramsau      | Start masowy HS98/10 km  | 126,7 pkt       | 2.      | -1,5 pkt    | Jarl Magnus Riiber |
| 29. | 18 stycznia 2025  | Schonach    | Gundersen HS100/10 km    | 24:21,1 min     | 1.      | -           | -                  |
| 30. | 31 stycznia 2025  | Seefeld     | Start masowy HS109/10 km | 126,6 pkt       | 3.      | -8,2 pkt    | Jarl Magnus Riiber |
| 31. | 1 lutego 2025     | Seefeld     | Kompakt HS109/7,5 km     | 17:20,1 min     | 1.      | -           | -                  |
| 32. | 2 lutego 2025     | Seefeld     | Gundersen HS109/12,5 km  | 30:12,8 min     | 3.      | +0,4 s      | Vinzenz Geiger     |
| 33. | 8 lutego 2025     | Otepää      | Gundersen HS97/10 km     | 24:28,0 min     | 3.      | +10,9 s     | Vinzenz Geiger     |

### Puchar Kontynentalny

#### Miejsca w klasyfikacji generalnej
- sezon 2016/2017: 90.
- sezon 2017/2018: 28.
- sezon 2018/2019: 18.

#### Miejsca na podium chronologicznie
| Nr | Data             | Miejscowość | Konkurencja           | Wynik zwycięzcy | Pozycja | Strata | Zwycięzca     |
| -- | ---------------- | ----------- | --------------------- | --------------- | ------- | ------ | ------------- |
| 1. | 20 stycznia 2018 | Rena        | Gundersen HS111/10 km | 26:55,7         | 3.      | +1,4   | Thomas Jöbstl |
| 2. | 4 stycznia 2019  | Klingenthal | Gundersen HS140/10 km | 27:34,4         | 1.      | -      | -             |
| 3. | 5 stycznia 2019  | Klingenthal | Gundersen HS140/10 km | 27:05,2         | 1.      | -      | -             |

### Letnie Grand Prix

#### Miejsca w klasyfikacji generalnej
- 2017: (65.)[11]
- 2018: nie brał udziału
- 2019: (16.)[12]
- 2021: (14.)[13]
- 2022: (7.)[14]
- 2023: (30.)[15]
- 2024: (6.)[16]

#### Miejsca na podium w zawodach indywidualnych
| Nr | Data             | Miejscowość | Konkurencja           | Wynik zwycięzcy | Pozycja | Strata | Zwycięzca           |
| -- | ---------------- | ----------- | --------------------- | --------------- | ------- | ------ | ------------------- |
| 1. | 8 września 2019  | Planica     | Gundersen HS138/10 km | 25:13,1         | 3.      | +3,4   | Jarl Magnus Riiber  |
| 2. | 3 września 2022  | Tschagguns  | Gundersen HS108/10 km | 22:13,6         | 1.      | -      | -                   |
| 3. | 25 sierpnia 2024 | Tschagguns  | Gundersen HS103/10 km | 25:41,2         | 2.      | +0,3   | Einar Lurås Oftebro |

#### Miejsca na podium w zawodach drużynowych
| Nr | Data             | Miejscowość | Konkurencja                    | Wynik zwycięzcy | Pozycja | Strata | Zwycięzca |
| -- | ---------------- | ----------- | ------------------------------ | --------------- | ------- | ------ | --------- |
| 1. | 24 sierpnia 2024 | Tschagguns  | Sztafeta mieszana HS103/4x5 km | 36:58,6         | 2.      | +2,7   | Słowenia  |